# 崇左南站
崇左南站位于中华人民共和国广西壮族自治区崇左市，是南凭高速铁路上的高铁站，2022年12月5日启用。

## 歷史
- 2022年12月5日启用。

## 外部連結
- 维基共享资源上的相關多媒體資源：崇左南站